# Matthew Wood (ingénieur du son)
Pour les articles homonymes, voir Matthew Wood.
Matthew Russell Wood, né le 15 août 1972 à Walnut Creek, est un ingénieur du son américain.
Travaillant pour Skywalker Sound, il est notamment connu pour son travail sur différents films et séries liés à la saga Star Wars. En plus d'être ingénieur du son, Matthew Wood est également la voix américaine du Général Grievous dans la saga Star Wars à partir de La Revanche des Sith, ainsi que deux autres personnages dans Star Wars, épisode IX : L'Ascension de Skywalker et The Mandalorian.

## Filmographie

### Cinéma
- 2005 : Star Wars, épisode III : La Revanche des Sith : Général Grievous (voix)
- 2019 : Star Wars, épisode IX : L'Ascension de Skywalker : C'ai Threnalli (voix)
- 2025 : Les Quatre Fantastiques : Premiers pas (The Fantastic Four: First Steps) de Matt Shakman : HERBIE (voix)

### Télévision
- 1997-2001 : Les Télétubbies : Noo-Noo, l'aspirateur
- 2008-2014 : Star Wars: The Clone Wars : Général Grievous (voix, saisons 1 à 6)
- 2020 : The Mandalorian : RA-7 (voix, saison 2, épisode 8)
- 2024 : Tales of the Empire : Général Grievous  (voix, 1 épisode)
- 2025 : Tales of the Underworld : un agent impérial (voix, 1 épisode)

### Jeux vidéos
- 2017 : Star Wars Battlefront II :  Général Grievous (voix)
- 2023 : Star Wars Jedi: Survivor : droïdes B1 (voix)

## Distinctions

### Nominations
- Oscars 2020 : Meilleur montage de son pour Star Wars, épisode IX : L'Ascension de Skywalker
- BAFA 2020 : Meilleur son pour Star Wars, épisode IX : L'Ascension de Skywalker